# Вулиця Ушинського (Київ)
Ву́лиця Уши́нського — вулиця в Солом'янському районі міста Києва, місцевість Чоколівка. Пролягає від Чоколівського бульвару до Фастівської вулиці.
Прилучаються вулиці Авіаконструктора Антонова, Сергія Берегового, Донецька, Святославська, Новгород-Сіверська, Васильченка та Смілянська.

## Історія
Вулиця виникла в середині XX століття. Разом з Уманською вулицею входила до складу 490-ї Нової вулиці. Сучасна назва на честь Костянтина Ушинського — з 1957 року. На вуличних вказівниках 60-х років вказана назва – Ушинского.
Спершу простягалася до Святославської вулиці. У 1970-ті роки продовжена до теперішніх розмірів.

## Установи та заклади

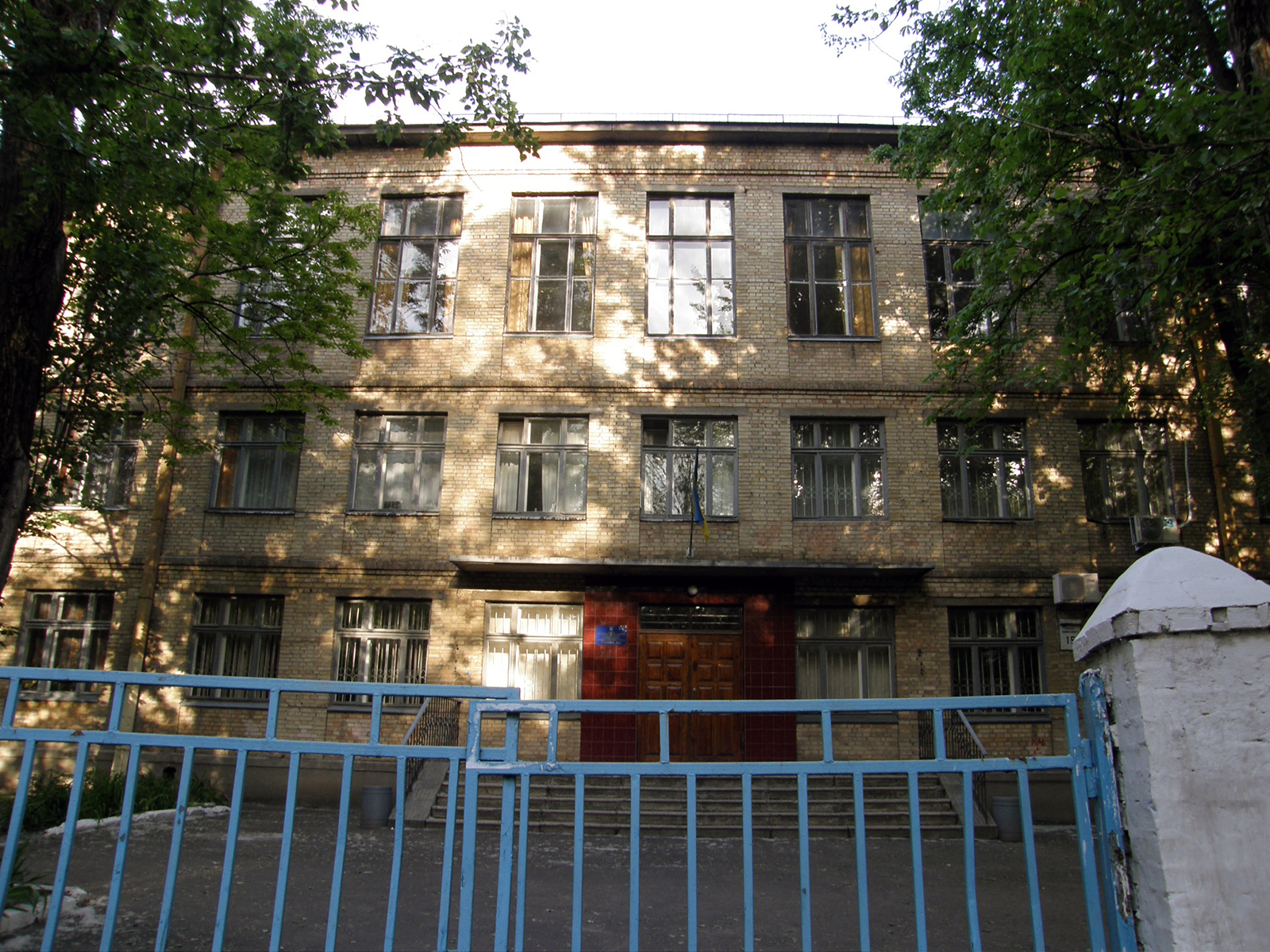
вечірня школа № 3 і інтернат № 17

- Допоміжна школа-інтернат для дітей з вадами розумового розвитку № 17 (буд. № 15).
- Вечірня загальноосвітня школа № 3 (буд. № 15).
- Загальноосвітня спеціалізована школа № 64 з поглибленим вивченням іспанської, англійської та французької мов (буд. № 32).
- Київська книжкова фабрика (буд. № 40).